# Lekkoatletyka na Letnich Igrzyskach Olimpijskich 1964 – bieg na 200 m mężczyzn
Bieg na 200 metrów mężczyzn podczas XVIII Letnich Igrzysk Olimpijskich w Tokio rozegrano 16 (eliminacje i ćwierćfinały) i 17 października (półfinały i finał) na Stadionie Olimpijskim w Tokio. Zwycięzcą został Amerykanin Henry Carr, który w finale ustanowił rekord olimpijski wynikiem 20,3 s.

## Rekordy

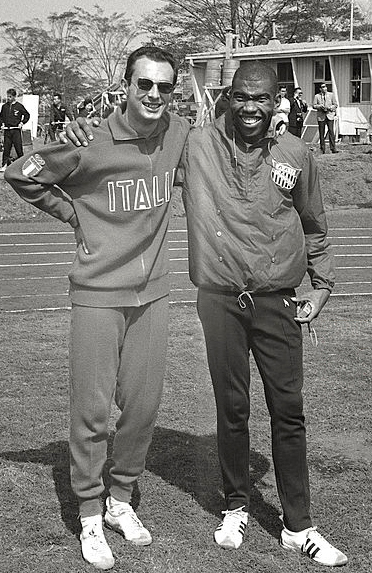
Livio Berruti i Paul Drayton (z prawej)

|                   | zawodnik      | narodowość        | czas | data                 | miejsce |
| ----------------- | ------------- | ----------------- | ---- | -------------------- | ------- |
| Rekord świata     | Henry Carr    | Stany Zjednoczone | 20,2 | 4 kwietnia 1964(dts) | Tempe   |
| Rekord olimpijski | Livio Berruti | Włochy            | 20,5 | 3 września 1960(dts) | Rzym    |

## Wyniki
| Poz. - pozycja |
| – rekord świata \| – rekord krajowy \| – rekord życiowy \| = – wyrównany rekord życiowy \| · – najlepszy wynik w sezonie \| = – wyrównany najlepszy wynik w sezonie \| – rekord olimpijski |
| Fn – falstart \| DNF – nie ukończył \| DNS – nie wystartował \| DSQ – zdyskwalifikowany |

### Eliminacje
Rozegrano osiem biegów eliminacyjnych. Do ćwierćfinałów awansowało po czterech najlepszych zawodników z każdego biegu.

#### Bieg 1
| Poz. | Zawodnik            | Narodowość        | Rezultat | Uwagi |
| ---- | ------------------- | ----------------- | -------- | ----- |
| 1    | Paul Drayton        | Stany Zjednoczone | 20,7     | Q     |
| 2    | Andrzej Zieliński   | Polska            | 21,2     | Q     |
| 3    | Clifton Bertrand    | Trynidad i Tobago | 21,3     | Q     |
| 4    | Johan Du Preez      | Rodezja           | 21,4     | Q     |
| 5    | Jean-Louis Descloux | Szwajcaria        | 21,5     |       |
| 6    | Francisco Gutiérrez | Kolumbia          | 21,8     |       |
| 7    | Gerardo di Tolla    | Peru              | 22,4     |       |
| 8    | Somsak Thongsuk     | Tajlandia         | 22,6     |       |

#### Bieg 2
| Poz. | Zawodnik           | Narodowość      | Rezultat | Uwagi |
| ---- | ------------------ | --------------- | -------- | ----- |
| 1    | Roger Bambuck      | Francja         | 21,2     | Q     |
| 2    | Arquímedes Herrera | Wenezuela       | 21,3     | Q     |
| 3    | Boris Zubow        | ZSRR            | 21,4     | Q     |
| 4    | Peter Radford      | Wielka Brytania | 21,5     | Q     |
| 5    | Sam Amukun         | Uganda          | 21,5     |       |
| 6    | Carlos Lorenzo     | Meksyk          | 21,6     |       |
| –    | Hideo Iijima       | Japonia         | DNS      |       |
| –    | Levi Psavkin       | Izrael          | DNS      |       |

#### Bieg 3
| Poz. | Zawodnik           | Narodowość      | Rezultat | Uwagi |
| ---- | ------------------ | --------------- | -------- | ----- |
| 1    | Menzies Campbell   | Wielka Brytania | 21,3     | Q     |
| 2    | Seraphino Antao    | Kenia           | 21,5     | Q     |
| 3    | Csaba Csutorás     | Węgry           | 21,5     | Q     |
| 4    | Bouchaib El-Maachi | Maroko          | 21,5     | Q     |
| 5    | David Njitock      | Kamerun         | 22,5     |       |
| 6    | Wesley Johnson     | Liberia         | 24,7     |       |
| –    | Eric Bigby         | Australia       | DNS      |       |
| –    | Pablo McNeil       | Jamajka         | DNS      |       |

#### Bieg 4
| Poz. | Zawodnik              | Narodowość        | Rezultat | Uwagi |
| ---- | --------------------- | ----------------- | -------- | ----- |
| 1    | Marian Foik           | Polska            | 21,1     | Q     |
| 2    | Sergio Ottolina       | Włochy            | 21,2     | Q     |
| 3    | Edwin Ozolin          | ZSRR              | 21,3     | Q     |
| 4    | Jeffery Smith         | Rodezja Północna  | 21,7     | Q     |
| 5    | Jassim Karim Kuraishi | Irak              | 22,6     |       |
| 6    | Lee Ar-tu             | Republika Chińska | 23,0     |       |
| –    | Enrique Figuerola     | Kuba              | DNS      |       |

#### Bieg 5
| Poz. | Zawodnik          | Narodowość | Rezultat | Uwagi |
| ---- | ----------------- | ---------- | -------- | ----- |
| 1    | Harry Jerome      | Kanada     | 20,9     | Q     |
| 2    | Mani Jegathesan   | Malezja    | 20,9     | Q     |
| 3    | Paul Genevay      | Francja    | 21,0     | Q     |
| 4    | Frans Luitjes     | Holandia   | 21,1     | Q     |
| 5    | Heinz Erbstößer   | Niemcy     | 21,4     |       |
| 6    | Tegegne Bezabeh   | Etiopia    | 22,0     |       |
| 7    | Vahab Shahkhordeh | Iran       | 22,3     |       |
| –    | Borys Sawczuk     | ZSRR       | 21,4     | DSQ   |

#### Bieg 6
| Poz. | Zawodnik       | Narodowość        | Rezultat | Uwagi |
| ---- | -------------- | ----------------- | -------- | ----- |
| 1    | Edwin Roberts  | Trynidad i Tobago | 20,8     | Q     |
| 2    | Bob Lay        | Australia         | 21,3     | Q     |
| 3    | Pedro Grajales | Kolumbia          | 21,4     | Q     |
| 4    | David Ejoke    | Nigeria           | 21,4     | Q     |
| 5    | George Collie  | Bahamy            | 21,9     |       |
| 6    | Aggrey Awori   | Uganda            | 21,9     |       |
| 7    | Kenneth Powell | Indie             | 22,6     |       |
| 8    | William Hill   | Hongkong          | 22,5     |       |

#### Bieg 7
| Poz. | Zawodnik         | Narodowość        | Rezultat | Uwagi |
| ---- | ---------------- | ----------------- | -------- | ----- |
| 1    | Heinz Schumann   | Niemcy            | 21,0     | Q     |
| 2    | Henry Carr       | Stany Zjednoczone | 21,1     | Q     |
| 3    | Jocelyn Delecour | Francja           | 21,3     | Q     |
| 4    | Iván Moreno      | Chile             | 21,5     | Q     |
| 5    | Alioune Sow      | Senegal           | 21,9     |       |
| 6    | Michael Okantey  | Ghana             | 21,9     |       |
| 7    | Rogelio Onofre   | Filipiny          | 22,1     |       |
| –    | Thomas Robinson  | Bahamy            | DNS      |       |

#### Bieg 8
| Poz. | Zawodnik                   | Narodowość        | Rezultat | Uwagi |
| ---- | -------------------------- | ----------------- | -------- | ----- |
| 1    | Livio Berruti              | Włochy            | 21,1     | Q     |
| 2    | Richard Stebbins           | Stany Zjednoczone | 21,1     | Q     |
| 3    | Friedrich Roderfeld        | Niemcy            | 21,5     | Q     |
| 4    | Gary Holdsworth            | Australia         | 21,6     | Q     |
| 5    | José de Rocha              | Portugalia        | 21,7     |       |
| 6    | Valeriu Jurcă              | Rumunia           | 21,8     |       |
| 7    | Jeong Gi-seon              | Korea Południowa  | 22,3     |       |
| 8    | Jean-Louis Ravelomanantsoa | Madagaskar        | 22,4     |       |

### Ćwierćfinały
Rozegrano cztery biegi ćwierćfinałowe. Do półfinałów awansowało po czterech najlepszych zawodników z każdego biegu.

#### Bieg 1
| Poz. | Zawodnik          | Narodowość        | Rezultat | Uwagi |
| ---- | ----------------- | ----------------- | -------- | ----- |
| 1    | Paul Drayton      | Stany Zjednoczone | 20,9     | Q     |
| 2    | Livio Berruti     | Włochy            | 21,2     | Q     |
| 3    | Mani Jegathesan   | Malezja           | 21,4     | Q     |
| 4    | Jocelyn Delecour  | Francja           | 21,5     | Q     |
| 5    | Andrzej Zieliński | Polska            | 21,5     |       |
| 6    | Boris Zubow       | ZSRR              | 21,8     |       |
| 7    | Jeffery Smith     | Rodezja Północna  | 22,0     |       |
| 8    | Seraphino Antao   | Kenia             | 22,1     |       |

#### Bieg 2
| Poz. | Zawodnik           | Narodowość        | Rezultat | Uwagi |
| ---- | ------------------ | ----------------- | -------- | ----- |
| 1    | Henry Carr         | Stany Zjednoczone | 21,0     | Q     |
| 2    | Sergio Ottolina    | Włochy            | 21,1     | Q     |
| 3    | Heinz Schumann     | Niemcy            | 21,2     | Q     |
| 4    | Arquímedes Herrera | Wenezuela         | 21,2     | Q     |
| 5    | Bob Lay            | Australia         | 21,4     |       |
| 6    | Csaba Csutorás     | Węgry             | 21,4     |       |
| 7    | Iván Moreno        | Chile             | 21,7     |       |
| 8    | Johan Du Preez     | Rodezja           | 21,8     |       |

#### Bieg 3
| Poz. | Zawodnik            | Narodowość        | Rezultat | Uwagi |
| ---- | ------------------- | ----------------- | -------- | ----- |
| 1    | Harry Jerome        | Kanada            | 21,2     | Q     |
| 2    | Richard Stebbins    | Stany Zjednoczone | 21,2     | Q     |
| 3    | Roger Bambuck       | Francja           | 21,4     | Q     |
| 4    | Bouchaib El-Maachi  | Maroko            | 21,6     | Q     |
| 5    | Clifton Bertrand    | Trynidad i Tobago | 21,6     |       |
| 6    | Menzies Campbell    | Wielka Brytania   | 21,7     |       |
| 7    | Pedro Grajales      | Kolumbia          | 21,7     |       |
| 8    | Friedrich Roderfeld | Niemcy            | 22,2     |       |

#### Bieg 4
| Poz. | Zawodnik        | Narodowość        | Rezultat | Uwagi |
| ---- | --------------- | ----------------- | -------- | ----- |
| 1    | Edwin Roberts   | Trynidad i Tobago | 20,9     | Q     |
| 2    | Marian Foik     | Polska            | 21,0     | Q     |
| 3    | Paul Genevay    | Francja           | 21,3     | Q     |
| 4    | Frans Luitjes   | Holandia          | 21,4     | Q     |
| 5    | Edwin Ozolin    | ZSRR              | 21,4     |       |
| 6    | Peter Radford   | Wielka Brytania   | 21,5     |       |
| 7    | Gary Holdsworth | Australia         | 22,1     |       |
| –    | David Ejoke     | Nigeria           | DNS      |       |

### Półfinały
Rozegrano dwa biegi półfinałowe. Do finału awansowało po czterech najlepszych zawodników z każdego biegu.

#### Bieg 1
| Poz. | Zawodnik           | Narodowość        | Rezultat | Uwagi |
| ---- | ------------------ | ----------------- | -------- | ----- |
| 1    | Paul Drayton       | Stany Zjednoczone | 20,5     | Q =   |
| 2    | Sergio Ottolina    | Włochy            | 20,7     | Q     |
| 3    | Richard Stebbins   | Stany Zjednoczone | 20,8     | Q     |
| 4    | Marian Foik        | Polska            | 20,9     | Q     |
| 5    | Paul Genevay       | Francja           | 20,9     |       |
| 6    | Arquímedes Herrera | Wenezuela         | 21,0     |       |
| 7    | Frans Luitjes      | Holandia          | 21,1     |       |
| 8    | Bouchaib El-Maachi | Maroko            | 21,6     |       |

#### Bieg 2
| Poz. | Zawodnik         | Narodowość        | Rezultat | Uwagi |
| ---- | ---------------- | ----------------- | -------- | ----- |
| 1    | Henry Carr       | Stany Zjednoczone | 20,6     | Q     |
| 2    | Livio Berruti    | Włochy            | 20,7     | Q     |
| 3    | Edwin Roberts    | Trynidad i Tobago | 20,8     | Q     |
| 4    | Harry Jerome     | Kanada            | 21,0     | Q     |
| 5    | Roger Bambuck    | Francja           | 21,0     |       |
| 6    | Heinz Schumann   | Niemcy            | 21,1     |       |
| 7    | Jocelyn Delecour | Francja           | 21,2     |       |
| 8    | Mani Jegathesan  | Malezja           | 21,2     |       |

### Finał
| Poz. | Zawodnik         | Narodowość        | Rezultat | Uwagi |
| ---- | ---------------- | ----------------- | -------- | ----- |
| 1    | Henry Carr       | Stany Zjednoczone | 20,3     | OR    |
| 2    | Paul Drayton     | Stany Zjednoczone | 20,5     |       |
| 3    | Edwin Roberts    | Trynidad i Tobago | 20,6     |       |
| 4    | Harry Jerome     | Kanada            | 20,7     |       |
| 5    | Livio Berruti    | Włochy            | 20,8     |       |
| 6    | Marian Foik      | Polska            | 20,8     |       |
| 7    | Richard Stebbins | Stany Zjednoczone | 20,8     |       |
| 8    | Sergio Ottolina  | Włochy            | 20,9     |       |